# لوروس
لوروس (Λούρος) هي مدينة في بريفيزا في مقاطعة كينتريكي إلادا في اليونان.